# Skarbonka
Skarbonka – pojemnik służący do przechowywania pieniędzy. Zwykle używany do oszczędzania, by można było zgromadzić większą kwotę, a później wydać ją na zamierzony cel. 
Najpopularniejszą wersją skarbonki jest porcelanowa lub plastikowa świnka. By wydostać pieniądze ze świnki-skarbonki, zwykle trzeba ją rozbić, co ma motywować do dłuższego oszczędzania przez zniechęcanie do nieprzemyślanych wypłat. Muzeum Numizmatyczne Banku Centralnego Urugwaju dysponuje kolekcją 582 skarbonek. 

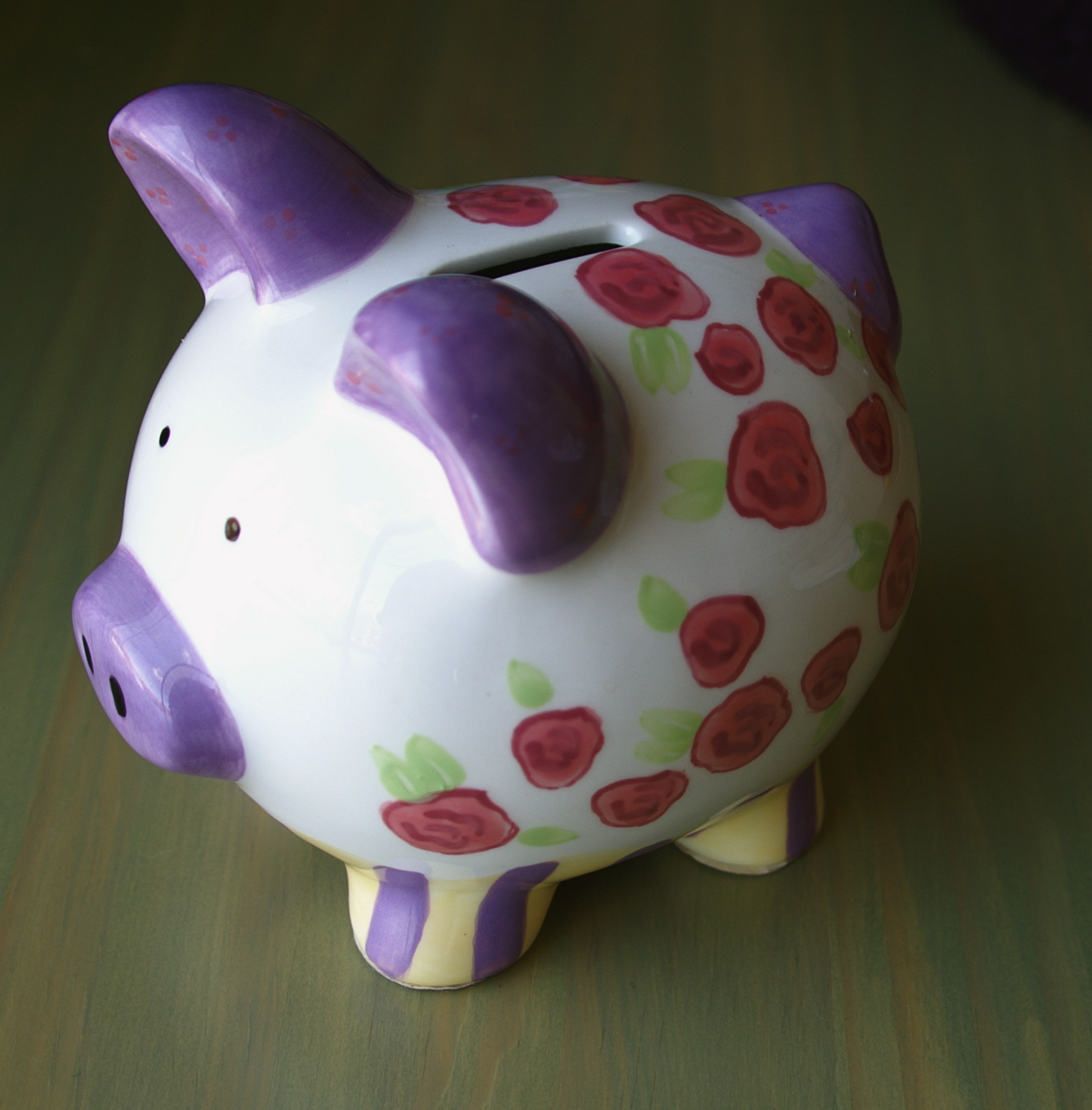
Świnka-skarbonka
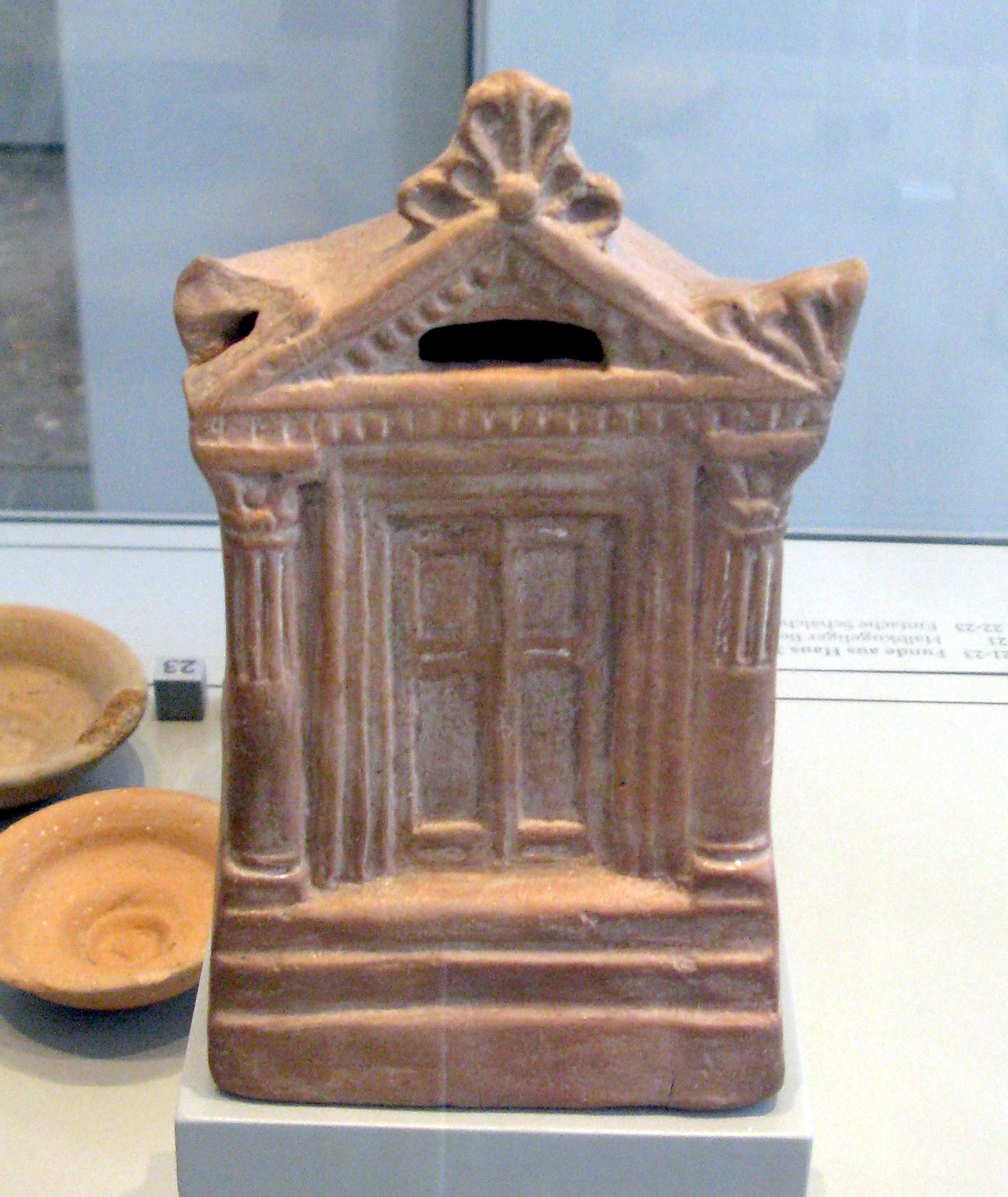
Skarbonka w kształcie świątyni, II wiek przed naszą erą
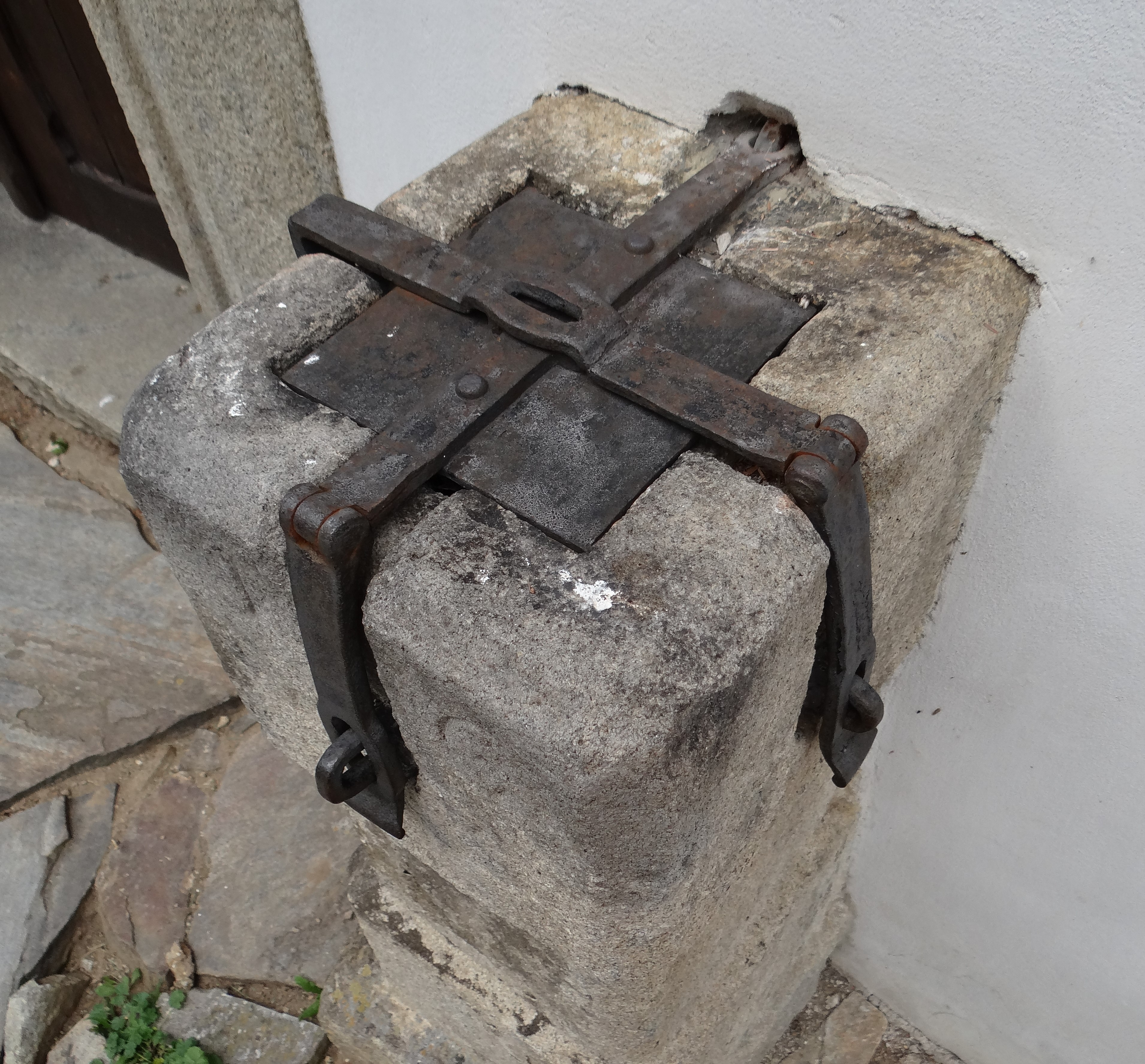
Skarbonka kościelna przeznaczona do otwierania przez dwie osoby